# Kendra Harrison
Kendra Harrison, detta Keni (Tennessee, 18 settembre 1992), è un'ostacolista statunitense, ex primatista mondiale dei 100 metri ostacoli con il tempo di 12"20, stabilito il 22 luglio 2016 in occasione dei London Anniversary Games.

## Palmarès
| Anno | Manifestazione   | Sede       | Evento   | Risultato  | Prestazione | Note                                                |
| ---- | ---------------- | ---------- | -------- | ---------- | ----------- | --------------------------------------------------- |
| 2015 | Mondiali         | Pechino    | 100 m hs | Semifinale | dq          |                                                     |
| 2016 | Mondiali indoor  | Portland   | 60 m hs  | 8ª         | 8"87        |                                                     |
| 2017 | Mondiali         | Londra     | 100 m hs | 4ª         | 12"74       |                                                     |
| 2018 | Mondiali indoor  | Birmingham | 60 m hs  | Oro        | 7"70        | Record dei campionati · Record nord-centroamericano |
| 2018 | Campionati NACAC | Toronto    | 100 m hs | Oro        | 12"55       | Record dei campionati                               |
| 2019 | Mondiali         | Doha       | 100 m hs | Argento    | 12"46       |                                                     |
| 2021 | Giochi olimpici  | Tokyo      | 100 m hs | Argento    | 12"52       |                                                     |
| 2022 | Mondiali         | Eugene     | 100 m hs | Finale     | dq          |                                                     |
| 2023 | Mondiali         | Budapest   | 100 m hs | Bronzo     | 12"46       |                                                     |

## Campionati nazionali
- 2 volte campionessa nazionale dei 100 metri ostacoli (2017, 2018)
- 1 volta campionessa nazionale indoor dei 60 metri ostacoli (2017)

## Altre competizioni internazionali
2016
- Vincitrice della Diamond League nella specialità dei 100 m hs (70 punti)

2018
- Argento in Coppa continentale ( Ostrava), 100 m hs - 12"52